# Vyšné nad Hronom
Vyšné nad Hronom – wieś (obec) na Słowacji położona w kraju nitrzańskim, w powiecie Levice. Pierwsze wzmianki o miejscowości pochodzą z roku 1264. 
Według danych z dnia 31 grudnia 2012, wieś zamieszkiwało 190 osób, w tym 106 kobiet i 84 mężczyzn.
W 2001 roku rozkład populacji względem narodowości i przynależności etnicznej wyglądał następująco:
- Słowacy – 34,62%
- Romowie – 1,1%
- Węgrzy – 62,09%

Ze względu na wyznawaną religię struktura mieszkańców kształtowała się w 2001 roku następująco:
- Katolicy rzymscy – 34,62%
- Ewangelicy – 2,75%
- Ateiści – 14,84%
- Nie podano – 2,2%